# Sidymella sigillata
Espèce
Synonymes
- Sidyma sigillata Mello-Leitão, 1941

Sidymella sigillata est une espèce d'araignées aranéomorphes de la famille des Thomisidae.

## Distribution
Cette espèce est endémique d'Uruguay.

## Publication originale
- Mello-Leitão, 1941 : Notas sobre a sistematica das aranhas com descrição de algumas novas especies Sul Ameicanas. Anais da Academia Brasileira de Ciências, vol. 13, p. 103-127.